# Malawisolfågel
För Cinnyris shelleyi, se zambezisolfågel.
Malawisolfågel (Cinnyris fuelleborni) är en fågel i familjen solfåglar inom ordningen tättingar.

## Utseende och läte
Malawisolfågel är en liten solfågel. Hanen har ett rött bröstband med varierande bredd, lilafärgad övergump och ljust olivgrönt på buken. Hona och ungfågel är mattare i färgerna. Östlig miombosolfågel är större med gråbrun buk och blå övergump. Angolasolfågeln är likaså större, med längre näbb. Sången är en melodisk ramsa typisk för solfåglar. 

## Utbredning och systematik
Malawisolfågel delas upp i två underarter med följande utbredning:
- C. f. fuelleborni – centrala och södra Tanzania, nordöstra Zambia och norra Malawi
- C. f. bensoni – södra Malawi och norra Moçambique

Tidigare behandlades den ofta som underart till höglandssolfågel (C. mediocris).

## Levnadssätt
Malawisolfågel hittas i bergsskogar, skogsbryn och trädgårdar. Där ses den enstaka eller i par.

## Status
Arten har ett stort utbredningsområde och beståndet anses stabilt. Internationella naturvårdsunionen IUCN listar den därför som livskraftig (LC).

## Namn
Fågelns vetenskapliga artnamn hedrar Friedrich Fülleborn (1866-1933), tysk naturforskare och akademiker i Tyska Östafrika 1896-1900.  Tidigare kallades den ’’füllebornsolfågel’’ även på svenska, men tilldelades 2024 ett mer informativt namn av BirdLife Sveriges taxonomikommitté. Notera att malawifågel tidigare användes som namn för Cinnyris shelleyi, numera omdöpt till zambezisolfågel.